# Wish-Klasse
Die Wish-Klasse, ursprünglich als Triton-Klasse bezeichnet, ist eine moderne Kreuzfahrtschiff-Serie der US-amerikanischen Reederei Disney Cruise Line. Die Schiffe dieser Klasse werden in Kooperation mit der Meyer Werft im deutschen Papenburg entwickelt und gebaut. Die Schiffsklasse sollte ursprünglich nur zwei Schiffe beinhalten. Mittlerweile sind zwei Schiffe im Dienst, zwei im Bau und ein Schiff in Planung. Ein sechstes Schiff kann als zweites Schiff für Japan gebaut werden.

## Geschichte
Die Wish-Klasse wurde ursprünglich unter dem Projektnamen Triton-Klasse geführt. Im März 2016 bestellte die Walt Disney Company zwei Schiffe des noch zu entwickelnden Typs. Das Ziel war die Erweiterung der bestehenden Flotte der Disney Cruise Line durch moderne, umweltfreundliche Schiffe. Die Bauaufträge gingen an die Meyer Werft in Papenburg, die bereits zuvor zwei Schiffe für Disney gefertigt hatte. Die Schiffe sollten ursprünglich im Jahr 2021 und 2023 abgeliefert werden.
Im Juli 2017 wurde ein weiteres Schiff für die Disney Cruise Line bei der Meyer Werft bestellt, es sollte ursprünglich 2022 abgeliefert werden.
Am 26. August 2019 wurde auf der D23 Expo der Schiffsname des fünften Kreuzfahrtschiffes der Disney-Flotte angekündigt, die Disney Wish.
Die Kiellegung der Disney Wish fand am 8. April 2021 statt, zehn Monate später wurde sie am 11. Februar 2022 ausgedockt. Aufgrund pandemiebedingter Lieferkettenprobleme verzögerte sich die Ablieferung um sechs weitere Wochen, sodass das Schiff erst am 9. Juni 2022 übergeben wurde. Ursprünglich sollte das Schiff Anfang Januar 2022 auf Jungfernfahrt gehen. Die Taufe der Disney Wish erfolgte am 29. Juni 2022 durch Kinder im Namen der Make-A-Wish-Foundation, bevor das Schiff am 14. Juli 2022 offiziell in Dienst gestellt wurde. Mit der Disney Wish wurde erstmals ein Schiff der Disney-Flotte mit Flüssigerdgas (LNG) als Antrieb ausgestattet.
Im September 2022 wurde der Name Disney Treasure für den zweiten Neubau bekanntgegeben. Es sollte ein abenteuerliches Schiff werden. Anders als bei ihrem Schwesterschiff wurde die Disney Treasure sechs Tage früher als ursprünglich geplant an die Disney Cruise Line abgeliefert. Die Disney Treasure wurde am 21. Dezember 2024 in Dienst gestellt
Die Disney Destiny soll am 9. August 2025 ausgedockt und am 20. November 2025 in Dienst gestellt werden.

## Ausstattung und Design
Die Kreuzfahrtschiffe der Wish-Klasse verfügen über insgesamt rund 1250 Gästekabinen, die sich auf zehn Passagierdecks verteilen. Die Kabinen sind in unterschiedlichen Kategorien erhältlich – von kompakten Innenkabinen über Familiensuiten bis hin zur exklusiven Tower-Suite, die thematisch an Figuren und Welten aus dem Disney-Universum angelehnt ist.
Die Schiffe erstrecken sich über insgesamt 15 Decks, von denen zehn zur Unterbringung und Freizeitgestaltung der Gäste genutzt werden, die übrigen Decks sind für zentrale Funktionen wie Technik, Besatzungsbereiche, Versorgungsinfrastruktur sowie Freizeit- und Außendecks.
Zur Ausstattung der Schiffe gehören verschiedene Restaurants, darunter das „1923:-Walt-Disney“- und das „1923:-Roy-Disney“-Restaurant, Shops, mehrere Theater, sowie Meet and Greets.
Im Außenbereich der Schiffe befindet sich die Aqua Mouse, eine Wasserrutsche, die auch als erstes Disney-Fahrgeschäft auf See bekannt ist.

## Alle Schiffe im Überblick
| Schiffsname     | Baubeginn         | Kiellegung | Ablieferung            | Reederei              | Vermessung  | Baunummer | IMO-Nummer  | Indienststellung  | Bauwerft                         |
| --------------- | ----------------- | ---------- | ---------------------- | --------------------- | ----------- | --------- | ----------- | ----------------- | -------------------------------- |
| Disney Wish     | Oktober 2020      | April 2021 | 2. Juni 2022           | Disney Cruise Line    | 144.256 BRZ | S.705     | 9834739     | 14. Juli 2022     | Meyer Werft, Papenburg Baudock 2 |
| Disney Treasure | Juli 2022         | März 2023  | 24. Okt. 2024          | Disney Cruise Line    | 144.256 BRZ | S.718     | 9834753     | 21. Dezember 2024 | Meyer Werft, Papenburg Baudock 2 |
| Disney Destiny  | 08. November 2023 | März 2024  | Oktober 2025 (geplant) | Disney Cruise Line    | 144.000 BRZ | S.706     | 9834741     | 20. November 2025 | Meyer Werft, Papenburg Baudock 2 |
| Disney N.N.     | 08. August 2025   | [ 19 ]     | 2027                   | Disney Cruise Line    | 144.000 BRZ | S.723     |             | Ende 2027         | Meyer Werft, Papenburg Baudock 2 |
| Disney N.N.     |                   | [ 19 ]     | 2028                   | Oriental Land Company | 144.000 BRZ | S.722     | Anfang 2029 |                   | Meyer Werft, Papenburg Baudock 2 |

## Bildergalerie

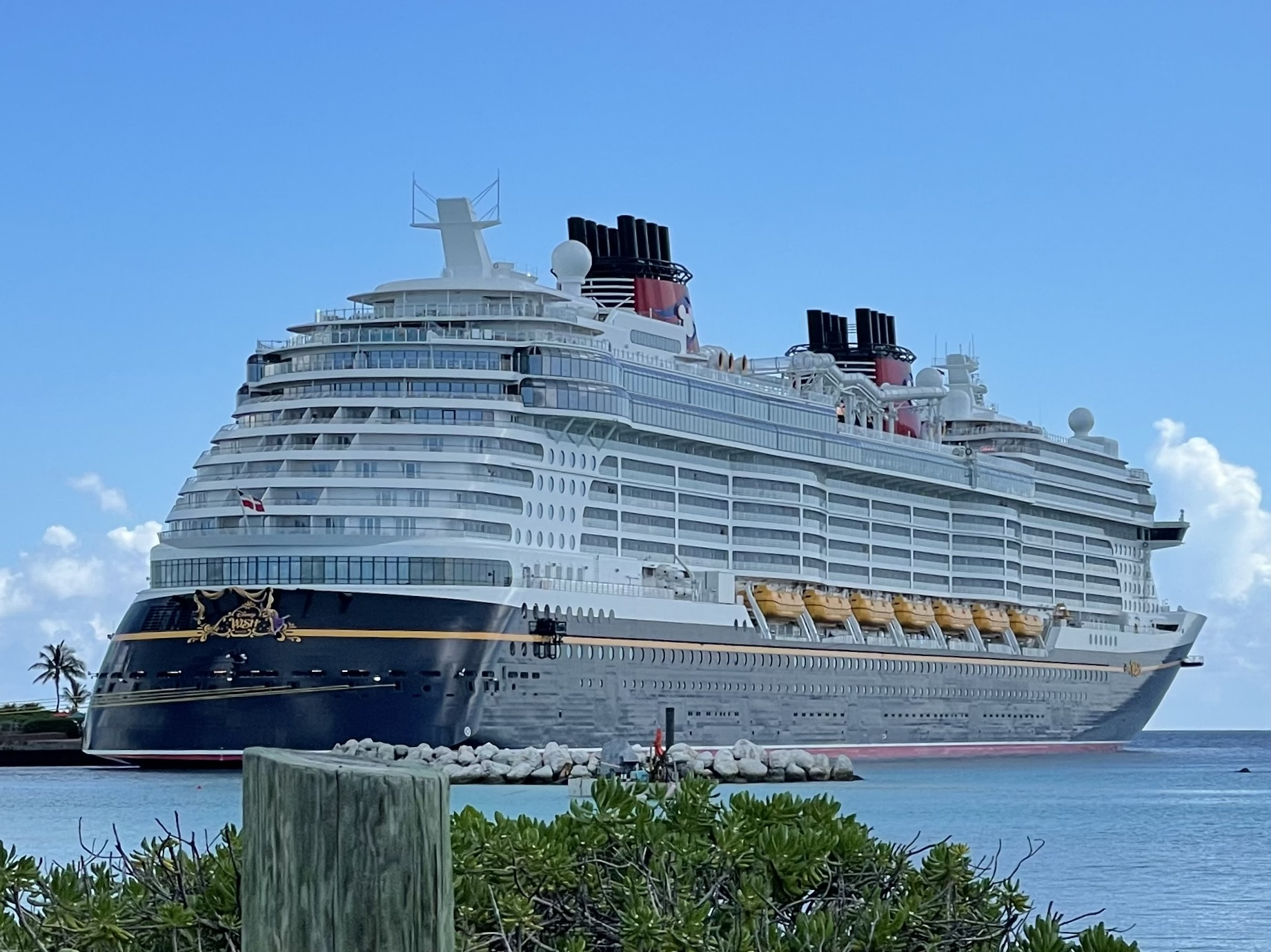
Disney Wish
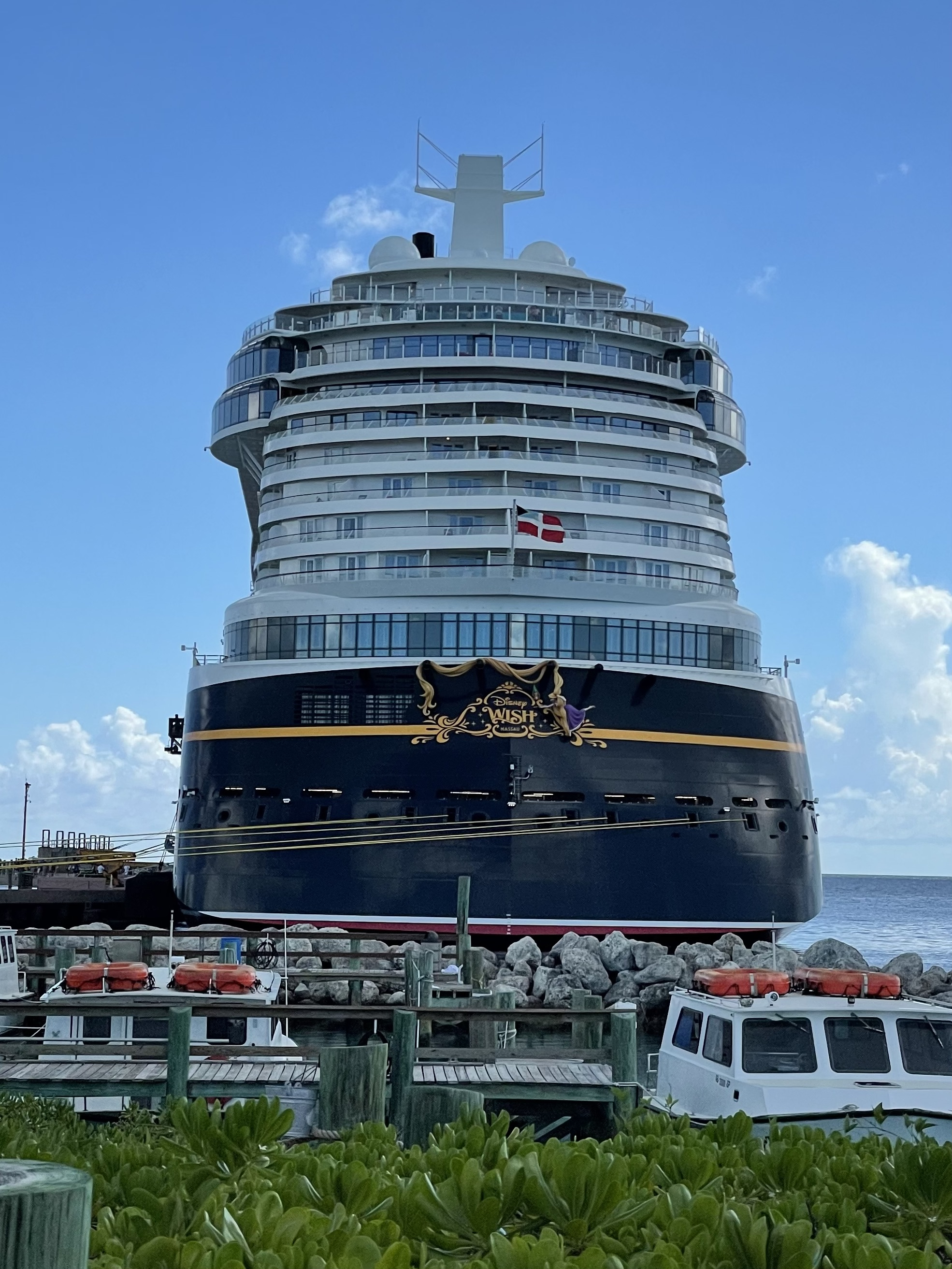
Heck der Disney Wish
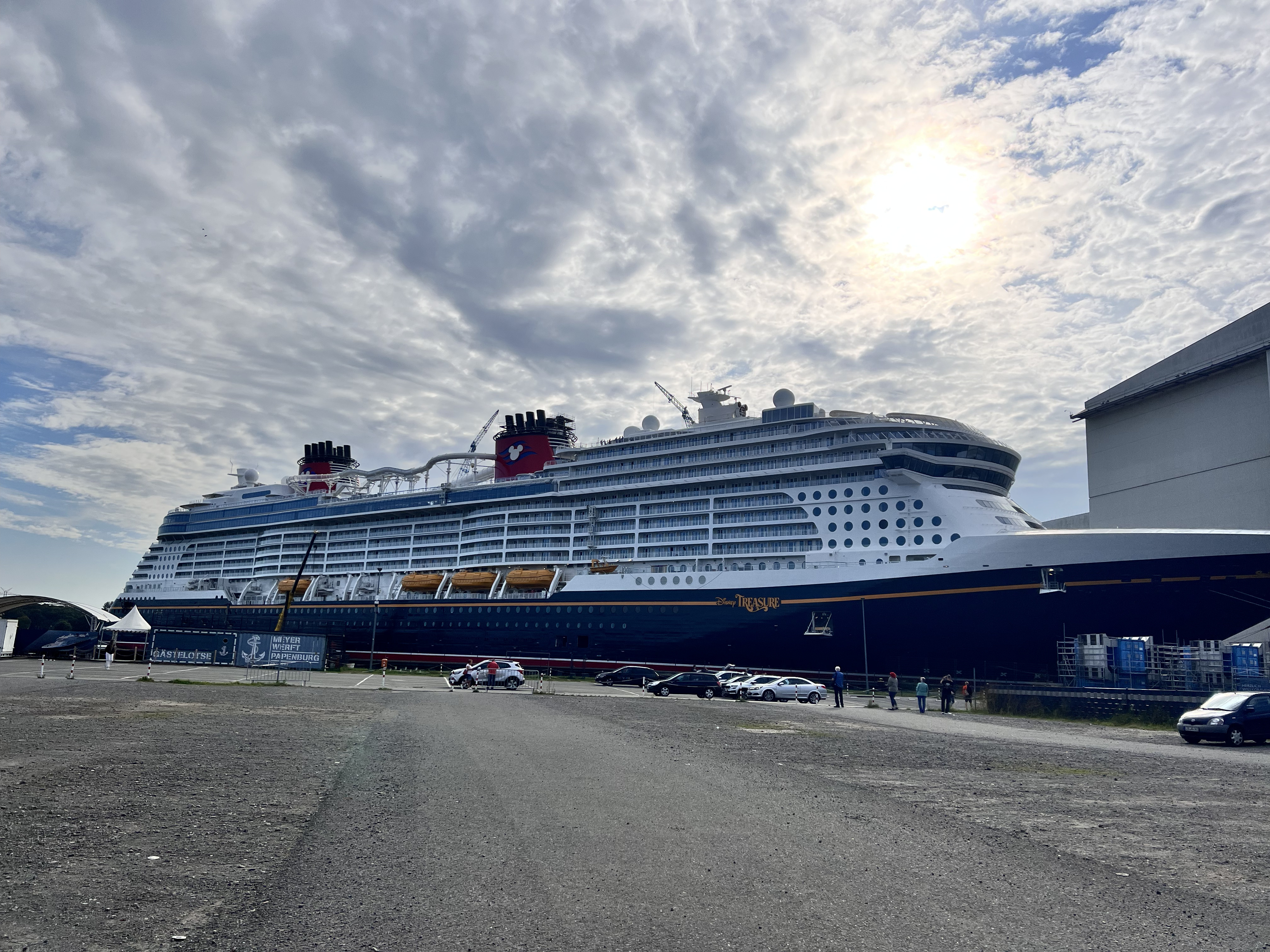
Disney Treasure
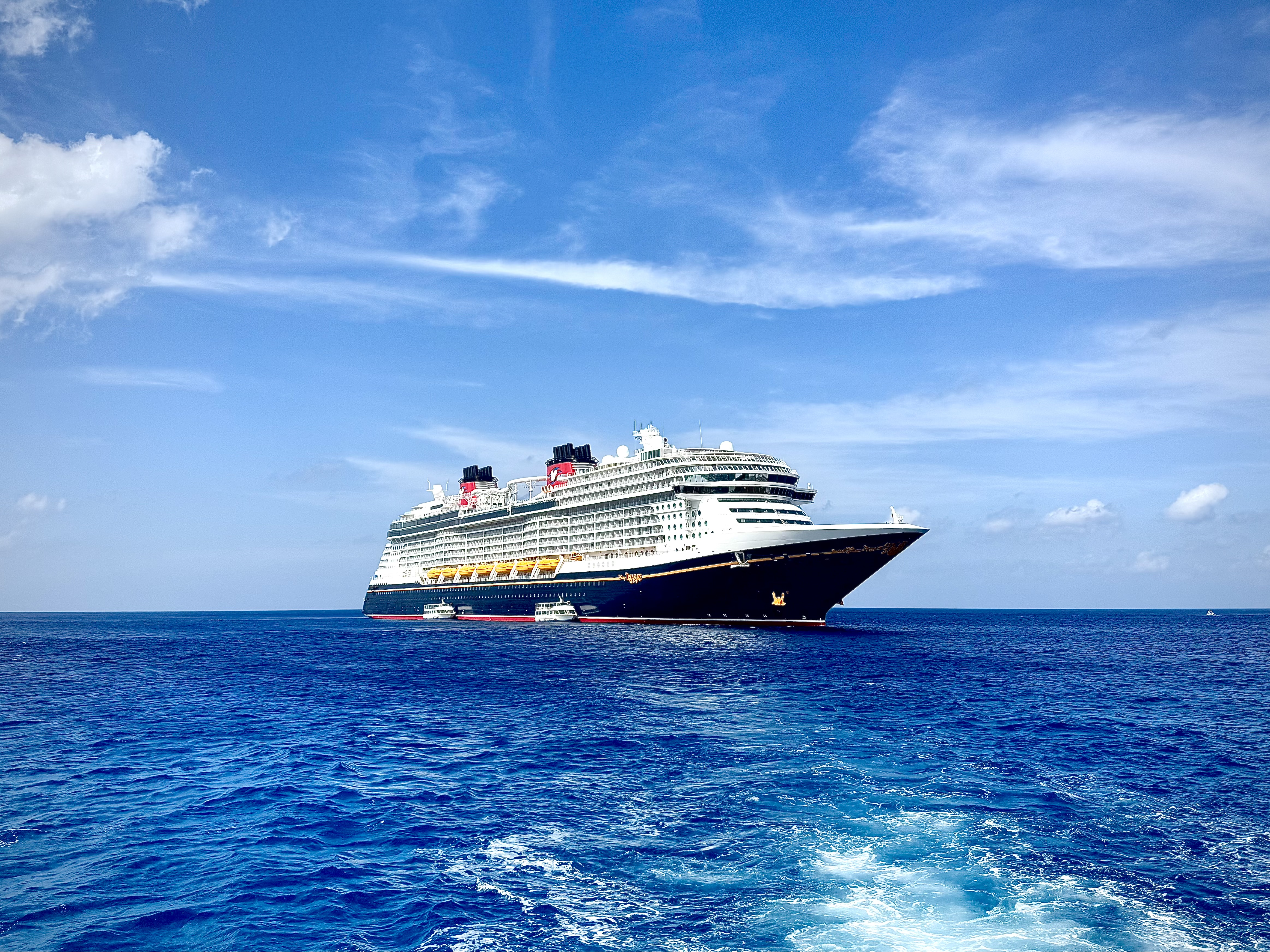
Disney Treasure
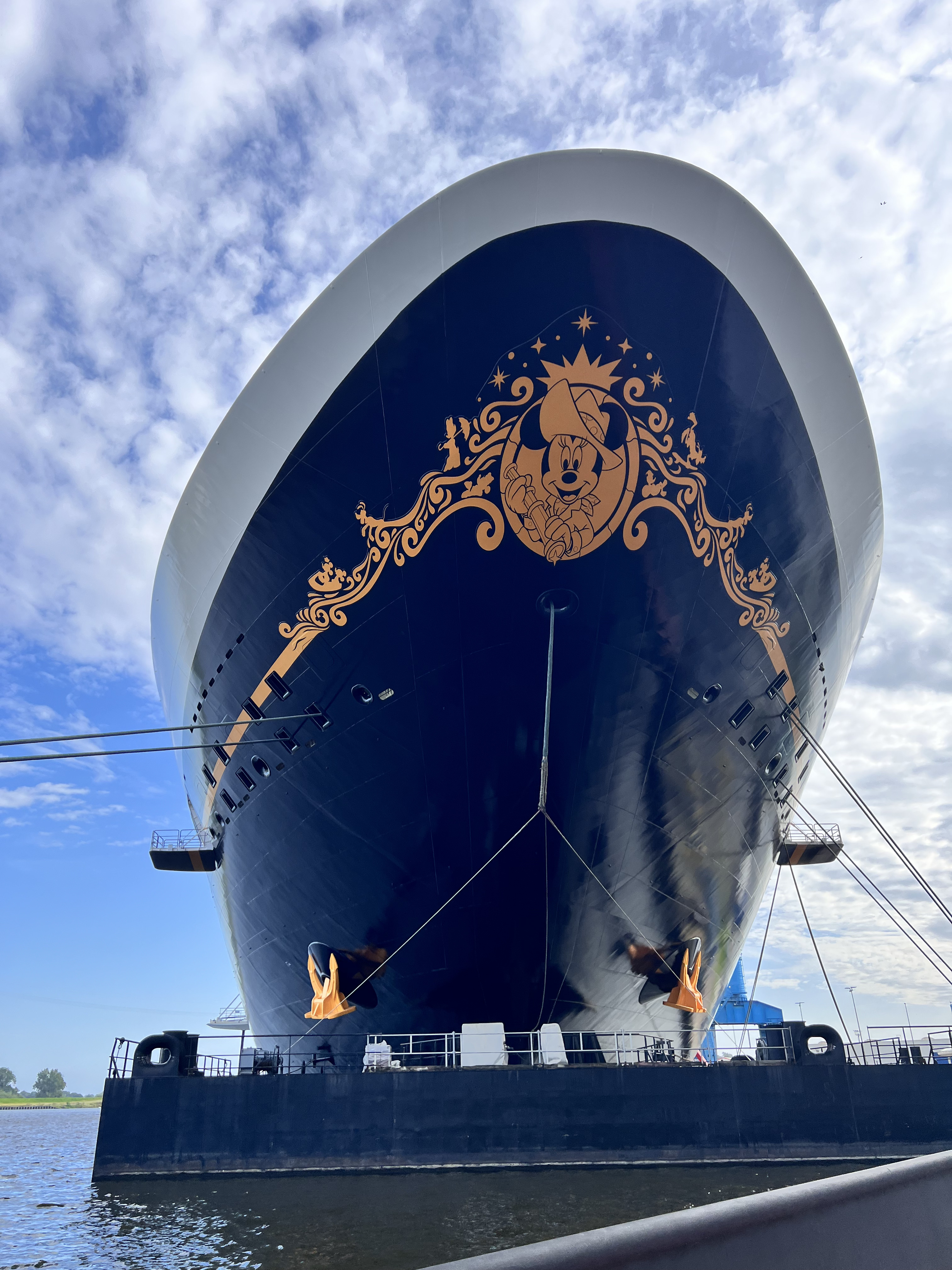
Bug der Disney Treasure
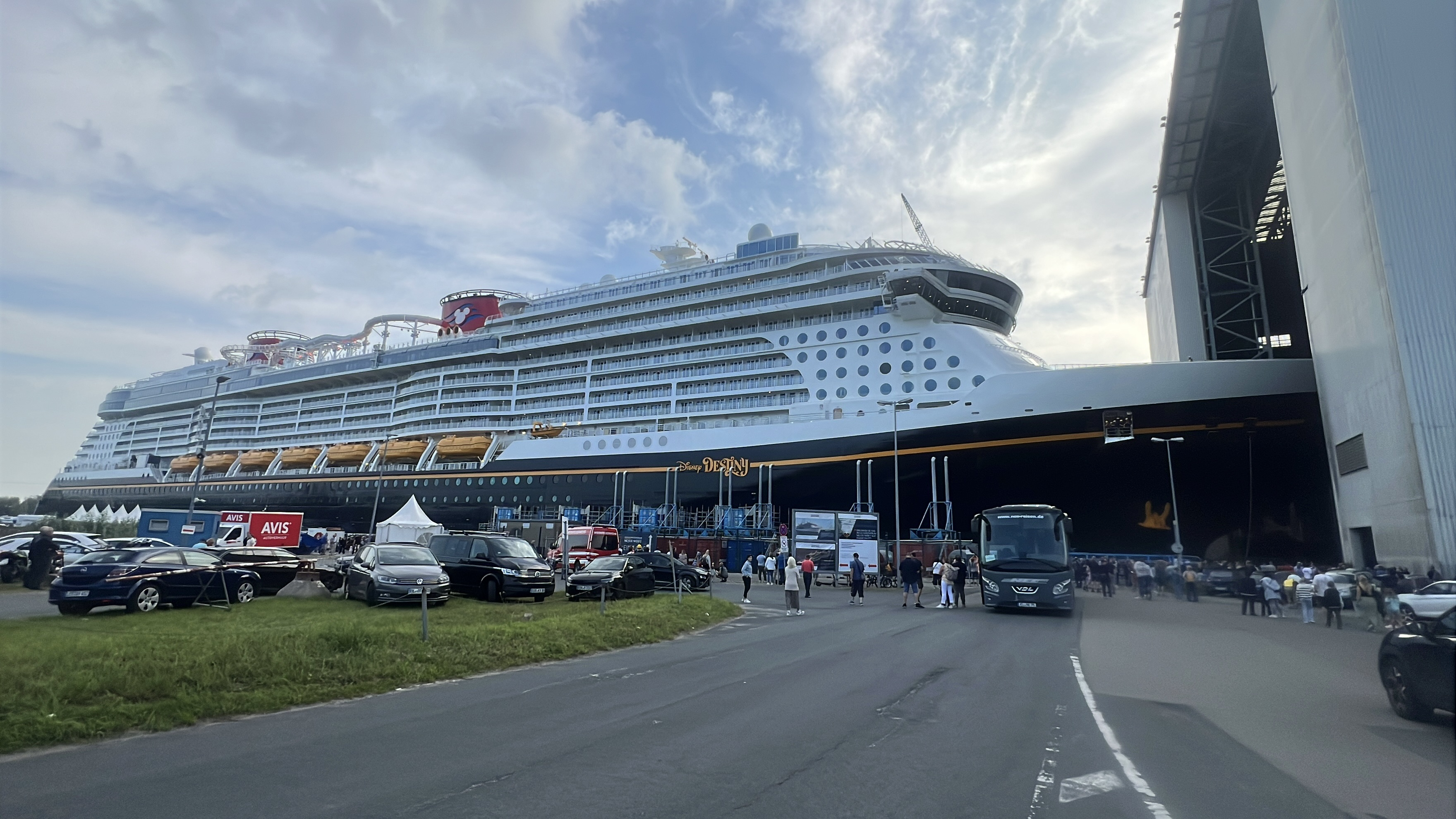
Disney Destiny
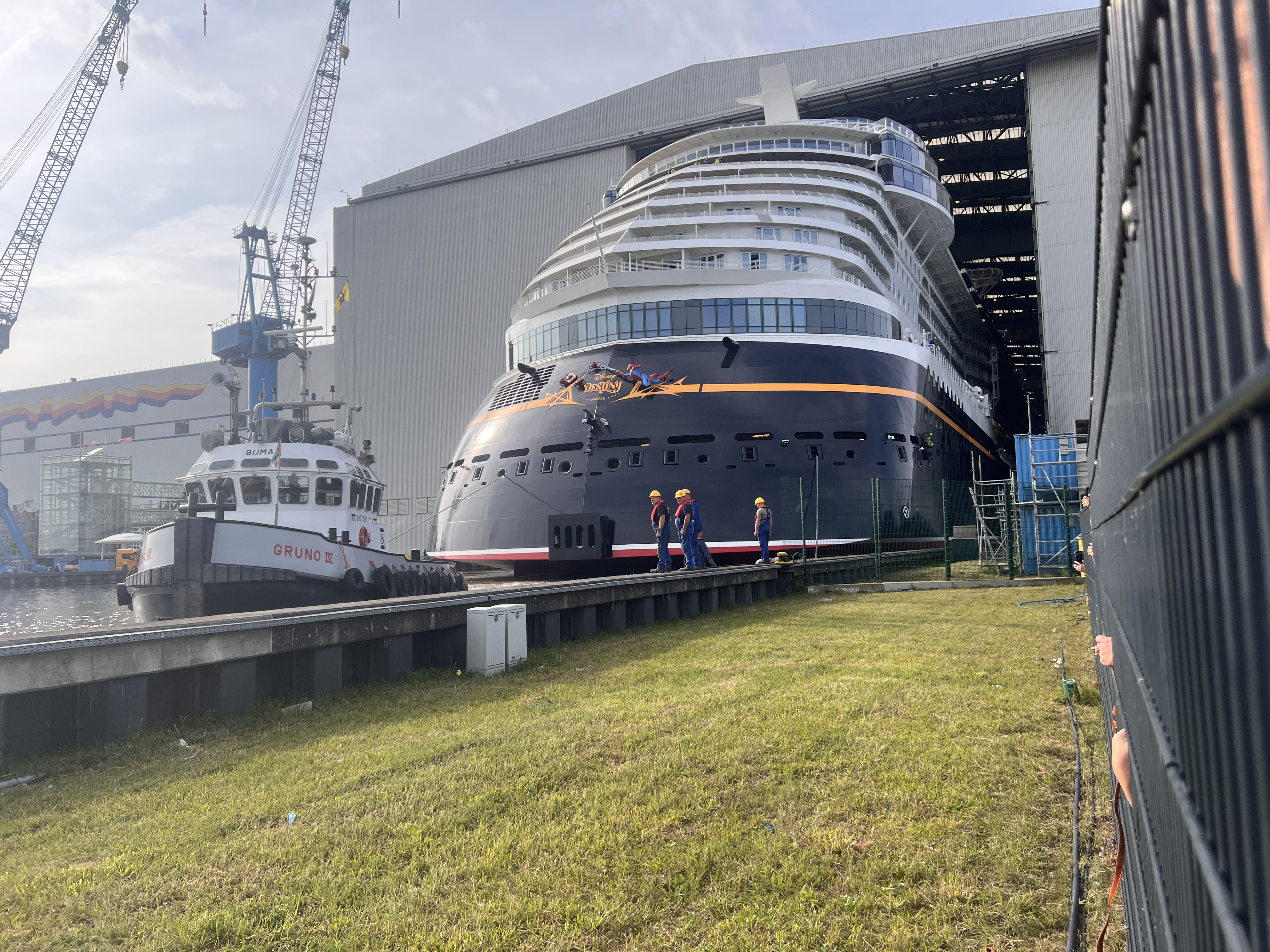
Spider-Man und Spiderbots auf dem Heck der Disney Destiny
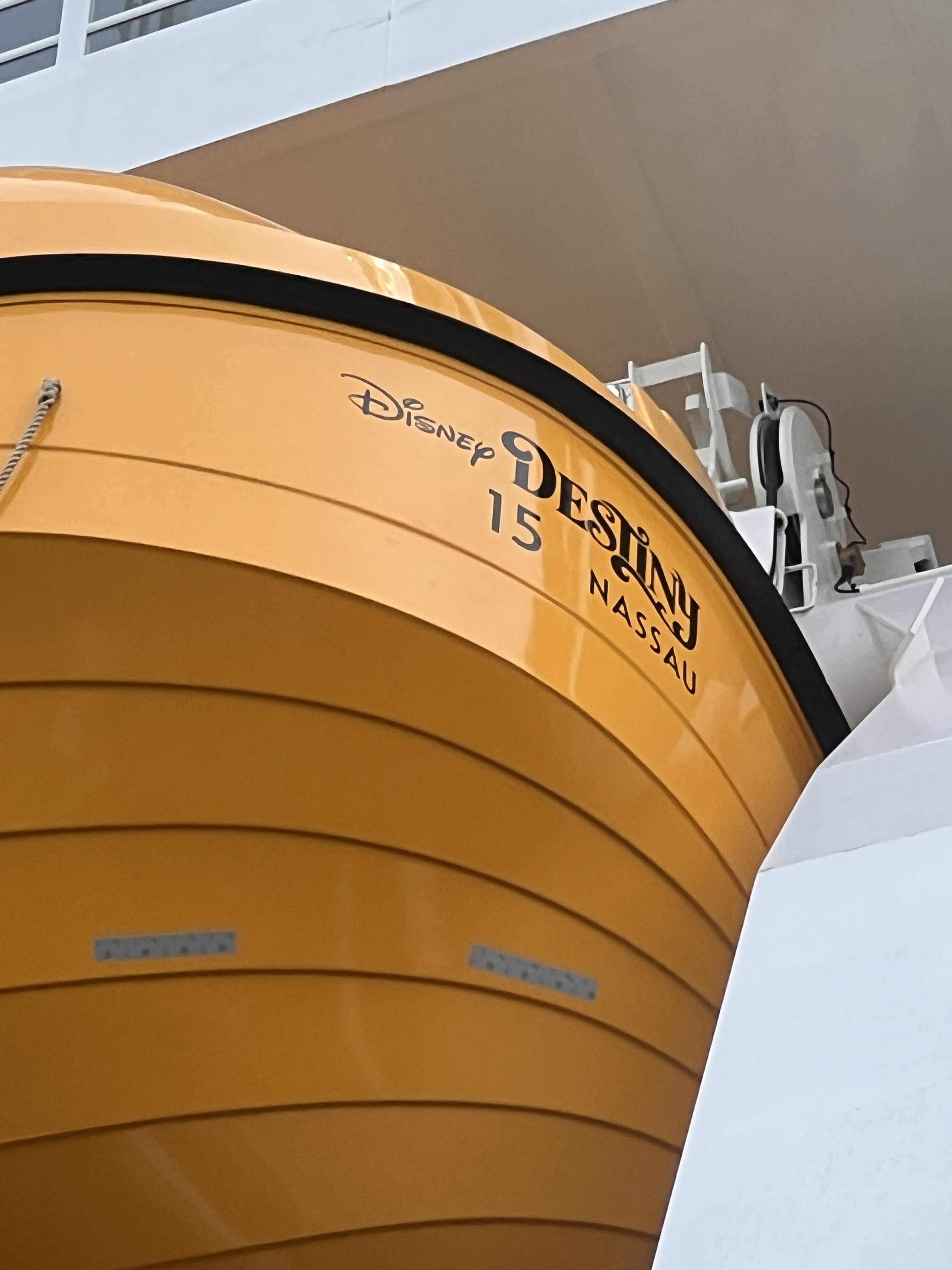
Ein Rettungsboot der Wish-Klasse (hier, Nr.15 Disney Destiny)